# 韋氏光鰓魚
韋氏光鰓魚（学名：Chromis weberi），又稱魏氏光鰓雀鯛，俗名為厚殼仔，為輻鰭魚綱鱸形目隆頭魚亞目雀鯛科的一種。

## 分布
本魚分布於印度太平洋區，包括紅海、東非、印尼、台灣、日本、中國、菲律賓、澳洲北部、密克羅尼西亞、索羅門群島、斐濟、马里亚纳群岛、帛琉、馬紹爾群島、新喀里多尼亞、東加、美屬薩摩亞、社會群島等海域。

## 深度
水深3至40公尺。

## 特徵
本魚體呈褐色或橄欖綠，體背顏色較深。體呈橢圓形而側扁，尾鰭深分叉，上下葉外緣為欖綠色，末端尖，上葉的外緣鰭條延長。眼中大，上側位。口小，上頜骨末端僅及眼前緣；齒細小，圓錐狀。體被大櫛鱗；側線之有孔鱗片17至19枚。眼睛上有一相當於眼徑的黑橫紋。背鰭硬棘12至13枚；軟條11至12枚；臀鰭硬棘2枚；軟條11至12枚。體長可達13.5公分。

## 生態
本魚棲息在岩礁外緣斜坡上。常獨行，有時亦會形成小群體一起活動。屬雜食性，以動物性浮游生物及藻類為食。

## 經濟利用
適合做觀賞魚，較少人食用。